# Phragmipedium boissierianum
Phragmipedium boissierianum é uma espécie de orquídea (Orchidaceae) da América do Sul.